# Suramericano de Natación de 2004 - 4×100 m. Combinado Masculino
La prueba de 4x100 m combinado masculino del campeonato sudamericano de natación de 2004 se realizó el 27 de marzo de 2004, el tercer día de competencias del campeonato.

## Medallistas
| Evento              | Oro                                                                                       | Plata                                                                                   | Bronce                                                                                        |
| ------------------- | ----------------------------------------------------------------------------------------- | --------------------------------------------------------------------------------------- | --------------------------------------------------------------------------------------------- |
| 4 × 100 m combinado | Brasil · Alexandre Massura · Eduardo Fisher · Kaio De Almeida · Gustavo Borges · 3:44.37. | Argentina Eduardo Germán Otero Walter Arciprete José Meolans Fernando Aguilera 3:45.06. | Venezuela · Gabrielle Tirabassi · Ramiro Palmar · Albert Subirats · Francisco Páez · 3:55.12. |

## Resultados
| Posición | Carril | Nadadoras                                                            | Tiempo   |
| -------- | ------ | -------------------------------------------------------------------- | -------- |
| 1        | 5      | Alexandre Massura Eduardo Fisher Kaio De Almeida Gustavo Borges      | 3:44.37. |
| 2        | 4      | Eduardo Germán Otero Walter Arciprete José Meolans Fernando Aguilera | 3:45.06. |
| 3        | 6      | Gabrielle Tirabassi Ramiro Palmar Albert Subirats Francisco Páez     | 3:55.12. |
| 4        | 3      | Omar Pinzón Diego Bonilla Julio Galofre Fernando Jácome              | 3:57.38. |
| 5        | 1      | Francia Francisco Picasso Daniel Queipo Carlos Zuasnabar             | 4:03.44. |
| 6        | 2      | Oliver Elliot Marcos Burgos Castro Salvador Mallat                   | 4:05.53. |
| 7        | 8      | Carlos Canepa Gianmarco Mosto Juan Valdivieso Ernesto Domenck        | 4:07.42. |
| 8        | 7      | Paez Ponce Muriel Julio Santos                                       | 4:13.90. |